# Romeo's Daughter (album)
Romeo's Daughter is een muziekalbum uit 1988 van de gelijknamige muziekgroep.

## Nummers
1. Heaven In The Back Seat - 5:02 - (Joiner/Lange/Mitman)
2. Don't Break My Heart - 4:14 - (Joiner/Lange)
3. I Cry Myself To Sleep At Night - 4:47 - (Joiner/Lange/Mitman)
4. Wild Child - 4:41 - (Lange/Joiner/Mitman)
5. Hymn (Look Through Golden Eyes) - 3:10 - (Joiner/Lange/Matty/Mitman)
6. Velvet Tongue - 6:05 - (Lange)
7. Stay With Me Tonight - 5:05 - (Joiner/Lange/Matty/Mitman)
8. Inside Out - 6:00 - (Joiner/Mitman)
9. I Like What I See - 3:40 - (Joiner)
10. Colour You A Smile - 5:02 - (Joiner)

## Overige informatie
- Anjali Dutt, geluidstechnicus
- Nigel "Scotchguard" Green, mix
- Geoff "Def" Hunt, assistent-geluidstechnicus
- Olga Lange, management
- Robert John "Mutt" Lange, producer
- Peter Mountain, fotografie
- Philip "Crash" Nicholas, CMI Fairlight-synthesizerprogrammeur
- Liz P.
- John Parr, producer
- Jerry "Refusnik" Peal, geluidstechnicus
- Chris Tongue, assistent-geluidstechnicus

Opgenomen en gemixt in Battery Studios, Londen.

## Heruitgave
Het album is op 25 februari 2008 opnieuw uitgebracht op cd door Rock Candy Records met aanvullend bonusmateriaal bestaande uit liveversies van enkele nummers en een uit 16 pagina's bestaand cd-boekje.

### Bonusnummers
1. Heaven In The Back Seat (live)
2. Velvet Tongue (live)
3. I Cry Myself To Sleep At Night (live)

## Nummers opgenomen door andere artiesten
Enkele van de nummers werden gecoverd door andere artiesten:
- "Heaven In The Back Seat" door Eddie Money op Right Here
- "Wild Child" door Heart op Brigade
- "I Cry Myself To Sleep At Night" door Bonnie Tyler op Angel Heart (album), Chrissy Steele op Magnet To Steele
- "Stay With Me Tonight" door Steps (opgenomen onder de titel "Stay With Me") op Step One

## Video's  en films
- De track "Heaven In The Back Seat" verscheen op de soundtrack van de film "A Nightmare On Elm Street Part 5: The Dream Child" en werd ook als single uitgebracht. De videoclip bevat beelden afkomstig uit de film.